# Intoxicados
Die Intoxicados (die Vergifteten) waren eine argentinische Rockband aus Buenos Aires. Bekannt ist sie für ihre Mischung verschiedener Stile wie Punkrock, Blues und Hip-Hop.

## Bandgeschichte
Nachdem Pity die Viejas Locas, seine vorige Band, verlassen hatte, gründete er gemeinsam mit den Abel Meyer, Burbujas Pérez und Peri Rodríguez, alle ebenfalls Ex-Mitglieder der Viejas Locas, gegen Ende des Jahres 2000 im Barrio Comandante Luis Piedrabuena in Villa Lugano die Intoxicados. Bald stießen Jorge Rossi und Felipe Barrozo zu dem Projekt und Mitte 2001 wurde das Oktett mit der Aufnahme von Fabio Cuevas und Víctor Djamkotchian vorerst komplett. 
Anfangs spielte die Gruppe nur vor Freunden, zum ersten größeren Auftritt mit 2500 Zusehern kam es am 26. Mai 2001, wo die Band ihre ersten eigenen Kompositionen sowie Klassiker aus der Zeit der Viejas Locas aufführte. Im Herbst kam ihre erste CD (Buen Día, „guter Tag“) auf den Markt. Zu dieser Zeit waren die Intoxicados eine Rockband, die zusätzlich Mundharmonika und Saxophon verwendete. Als sie bei Konzerten begannen, einzelne Hip-Hop-Lieder aufzuführen, sorgte dies noch für Überraschung und Erstaunen im Publikum. 2003 erschien dann der Longplayer No es sólo rock and roll („Es ist nicht nur Rock and Roll“), dessen Titel auf den musikalischen Wandel hinweist. Auf dieser CD begann die Band die Stile Reggae, Funk, Ballade, Blues, Punkrock, Rock and Roll und Hip-Hop in ihren Songs zu ihrem Charakteristikum zu vermischen. Das vorerst letzte Album der Intoxicados ist El exilio de las Especies. Beim Festival Cosquín Rock 2009 verkündete Pity eine Schaffenspause der Intoxicados. Seither widmen sich die früheren Viejas-Locas-Mitglieder wieder ihrer Band von früher.
Komponist des Großteils der Lieder ist Pity.

## Veröffentlichungen

### Diskografie
- 2001: Buen Día
- 2003: No es sólo rock and roll (AR: Gold)[1]
- 2005: Otro día en el planeta Tierra
- 2008: El exilio de las especies [Thend]

### Videoalben
- 2001: Buen Día (AR: Platin)
- 2005: Otro día en el planeta Tierra

### Comics
- 2005: Otro día en el planeta Tierra